# Michael Hauer
Michael Hauer (* 1972) ist ein deutscher Berater und politischer Beamter. Er ist seit 2021 Staatssekretär im Ministerium für Klimaschutz, Umwelt, Energie und Mobilität Landes Rheinland-Pfalz.

## Leben
Michael Hauer ist studierter Ingenieur für Umwelttechnologie und Betriebswirt.
Er trug von 2010 bis 2014 als Prokurist bei der Wirtschaftsprüfungsgesellschaft Ernst & Young für die Umsetzung internationaler Sanierungs-, Strategie- und Finanzierungsprojekte in den Bereichen Umwelt und Energie Verantwortung und war dort für die Koordinierung des Entwicklungsbereichs „Innovative Geschäftsmodelle“ zuständig.
Danach leitete er als Direktor den Bereich „Nachhaltige Finanzierungen“ bei dem Wirtschaftsprüfungsunternehmen PricewaterhouseCoopers. In dieser Funktion war er in verschiedenen Expertengremien der Luxemburger Regierung vertreten.
Von Juli 2019 bis Dezember 2021 war er Geschäftsführer der Energieagentur Rheinland-Pfalz, welche aus Landesmitteln finanziert wird und Kommunen und ihre Bürger sowie Unternehmen in Rheinland-Pfalz bei der Umsetzung der Energiewende und beim Klimaschutz unterstützt.
Am 15. Dezember 2021 wurde er unter Ministerin Katrin Eder (Bündnis 90/Die Grünen) zum Staatssekretär im Ministerium für Klimaschutz, Umwelt, Energie und Mobilität des Landes Rheinland-Pfalz ernannt. Neben Hauer gibt es Staatssekretär Erwin Manz im Ministerium, welcher die Funktion des Amtschefs ausübt.